# 馬金娘
馬金娘 ( Ma Kam Neong )，籍貫：廣東省順德縣，在新加坡出生，少女時代已隨胞姊馬笑英移民香港，最初只是粵劇幫花，赴美國登臺回香港後，才轉為粵劇正印花旦；馬金娘亦是香港電影艷星。
- 馬金娘與粵劇紅伶陳露薇及區楚翹在1951年12月22日(星期六)晚上，為募集寒衣的「鐘聲慈善游藝會」主持前綵，鄧寄塵為司儀 ，地點是香港島西環域多利道「鐘聲游泳場」[3]。
- 有傳香港網絡紅人「跟車羅拉」朱芊佩是其孫女。

## 馬金娘的粵劇
- 馬金娘擅演粵劇風情戲，打情罵俏，風騷入骨；雖然聲線較沉，然而尚可；急才了得，擅於賣弄聰明；身段曲線玲瓏，表演熱情惹火，擅於抓緊男性觀眾的心態的粵劇艷旦[4]。
- 20世紀30年代，馬金娘曾經長駐九龍油麻地彌敦道380號普慶戲院，與陳燕棠(薛覺先派系的文武生)、黃超武(小武)、李少坤(丑生)、衛少芳(擅演文戲的花旦)共同演出粵劇。歌清舞妙活潑玲瓏的馬金娘演出的著名粵劇有《水冰心》、《普天同慶》、《百戰忠魂》、《金鳳霸銀龍》[5]。

## 部分馬金娘的電影
1. 《紅伶歌女》(1935年，香港首齣歌舞片)
2. 《粉妝樓》(1938年，飾演祁巧雲)
3. 《十二寡婦》(1939年)
4. 《女俠紅蝴蝶》(1939年，飾演紅蝴蝶)
5. 《烈婦報夫仇:三司會審》(1939年，飾演洪府千金)
6. 《冤魂塔》(1939年)
7. 《真假武則天》(1939年，此片不招待16歲以下的兒童入場觀看，馬金娘飾演淫蕩慾女武則天，片裡衣著性感，勾引男人。)
8. 《金生挑盒》(1939年)
9. 《紅衣女俠》(1939年，飾演紅衣女俠)
10. 《鳳嬌投水》(1939年)
11. 《狸貓換太子包公夜審郭槐》(1939年，飾演劉皇后)
12. 《姜太公》(1939年，飾演
13. 《桃花命》(1939年，飾演
14. 《烈女報夫仇》(1946年，飾演
15. 《殺人小姐》(1946年，飾演
16. 《大光燈》(1952年，飾演阿施)
17. 《兩個傻英雄》(1952年)
18. 《方世玉肉搏洪熙官》(1952年，飾演馬小桃)
19. 《歌唱方世玉打擂台 (上集) 》(1952年)
20. 《歌唱方世玉打擂台 (下集) 》(1952年)
21. 《百變梅花俠》(1955年)
22. 《血戰斷魂谷》(1956年)
23. 《龍鳳雙劍俠》(1957年)
24. 《龍虎恩仇龍鳳配》(1962年)
25. 《飛天寶扇鬥神燈》(1962年，飾演老尼姑)
26. 《魔鏡神珠 (上集)》(1962年，飾演粉臉神魔)
27. 《女附馬金殿鳴冤》(1962年，飾演楊氏)
28. 《梨渦一笑九重寃》(1962年，飾演文言氏)
29. 《瓊樓魔影》(1962年，飾演張護士)
30. 《蛇女飛魔》(1962年，飾演蛇女吳鸞芬的母親)
31. 《碧玉簪》(1962年，飾演陸氏)
32. 《一點靈犀化彩虹》(1963年，飾演皇太后)
33. 《為郎頭斷也心甜》(1963年，飾演月梅)
34. 《刀劍緣 (上集)》(1963年，飾演焦素)
35. 《刀劍緣 (大結局)》(1963年，飾演焦素)
36. 《難測女兒心》(1963年，飾演女傭阿四)
37. 《狂人塔(下集) 》(1963年，飾演班玉龍的母親)
38. 《枕邊驚魂》(1963年，飾演十五嬸)
39. 《鴛夢重溫》(1964年)
40. 《痴男怨女》(1964年，飾演李玉華的後母)
41. 《兩個懵仔爭老豆》(1964年，飾演契媽)
42. 《英雄情淚保山河》(1964年，全女班粵劇，反串飾演司馬德)
43. 《改造小姐》(1964年，飾演三嬸)
44. 《假妻》(1964年，飾演莎莉鍾的母親)
45. 《人海雙雛》(1964年，飾演順姐)
46. 《難為了家嫂》(1965年，飾演金嫂)
47. 《苦鳳還巢》(1965年，飾演)
48. 《閻王令》(1965年，飾演陶天放的妻子)
49. 《神鵰女俠》(1965年)
50. 《萍嫂下集大結局》(1965年)
51. 《女賊金蝴蝶》(1965年，飾演馬太太)
52. 《小康之家》(1966年，飾演汪海澄的母親)
53. 《白頭情侶》(1966年，飾演三姑)
54. 《難為了嬌妻》(1966年)
55. 《阿珍要嫁人》(1966年，飾演八嬸)
56. 《真假兇手》(1966年，飾演馬老太)
57. 《盲童奇遇記》(1967年，飾演龍國基的祖母)

## 外部連結
- 香港電影資料館：馬金娘參演電影的記錄[永久]
- 香港影庫：馬金娘 （页面存档备份，存于）
- 馬金娘與檸檬合唱的粵曲《賣雲吞》的片斷侵犯版權?